# Anna Hartje
Anna Hartje est une joueuse internationale allemande de rink hockey née le 9 février 1997. 

## Palmarès
En 2016, elle participe au championnat du monde.

## Référence
1. ↑  Profil sur rinkhockey.net
2. ↑  (es) LISTA DEFINITIVA PARA EL MUNDIAL